# Новомосоловский
Новомосоловский — поселок в Шиловском районе Рязанской области в составе Лесновского городского поселения.

## Географическое положение
Посёлок Новомосоловский расположен на Окско-Донской равнине на правом берегу реки Непложа в 27 км к юго-западу от пгт Шилово. Расстояние от посёлка до районного центра Шилово по автодороге — 40 км.
Посёлок Новомосоловский расположен на северной окраине большого лесного массива, на юго-запад от него, на противоположном берегу реки Непложи, находится урочище Липецкое Лесничество (бывший населенный пункт). Ближайшие населённые пункты — посёлки Зелёный Бор и Ямской, пгт Лесной.

## Население
По данным переписи населения 2010 г. численность постоянного населения поселка Новомосоловский не установлена.

## Происхождение названия
Поселок Новомосоловский был основан переселенцами из села Мосолово, которые назвали новый населенный пункт в честь родного села. Вначале употреблялось название Ново-Мосоловский.

## История
Поселок Новомосоловский был образован в 1930-е гг. как выселки из близлежащего села Мосолово.